# Iglesia de la Santa Cruz (Hanga Roa)
La Iglesia de la Santa Cruz o simplemente Iglesia Católica de Hanga Roa es el nombre que recibe un edificio religioso afiliado a la Iglesia católica que se encuentra en la calle Te Pito Te Henua localidad de Hanga Roa, la capital y ciudad más grande de la Isla de Pascua, un territorio de Chile en el Océano Pacífico.
El templo que sigue el rito romano o latino fue establecido en 1937 siendo su primer sacerdote el Padre Sebástian Englert. El edificio destaca por su decoración externa y los jardines que la rodean. Principalmente es notable su fachada que mezcla motivos religiosos cristianos y elementos nativos. Ofrece misas en castellano y se pueden escuchar cantos en la lengua Rapa Nui. En la parte interna existen imágenes talladas al estilo local que representan a Santos cristianos, a Jesucristo y a la Virgen María. Los servicios religiosos son atendidos tanto por fieles católicos como por turistas atraídos por la arquitectura del sitio.
La Parroquia de la Santa Cruz fue establecida en diciembre de 1937 y pertenece a la Diócesis de Valparaíso. La iglesia fue fundada gracias a los esfuerzos del misionero Sebastián Englert.

## Arquitectura y Equipamiento

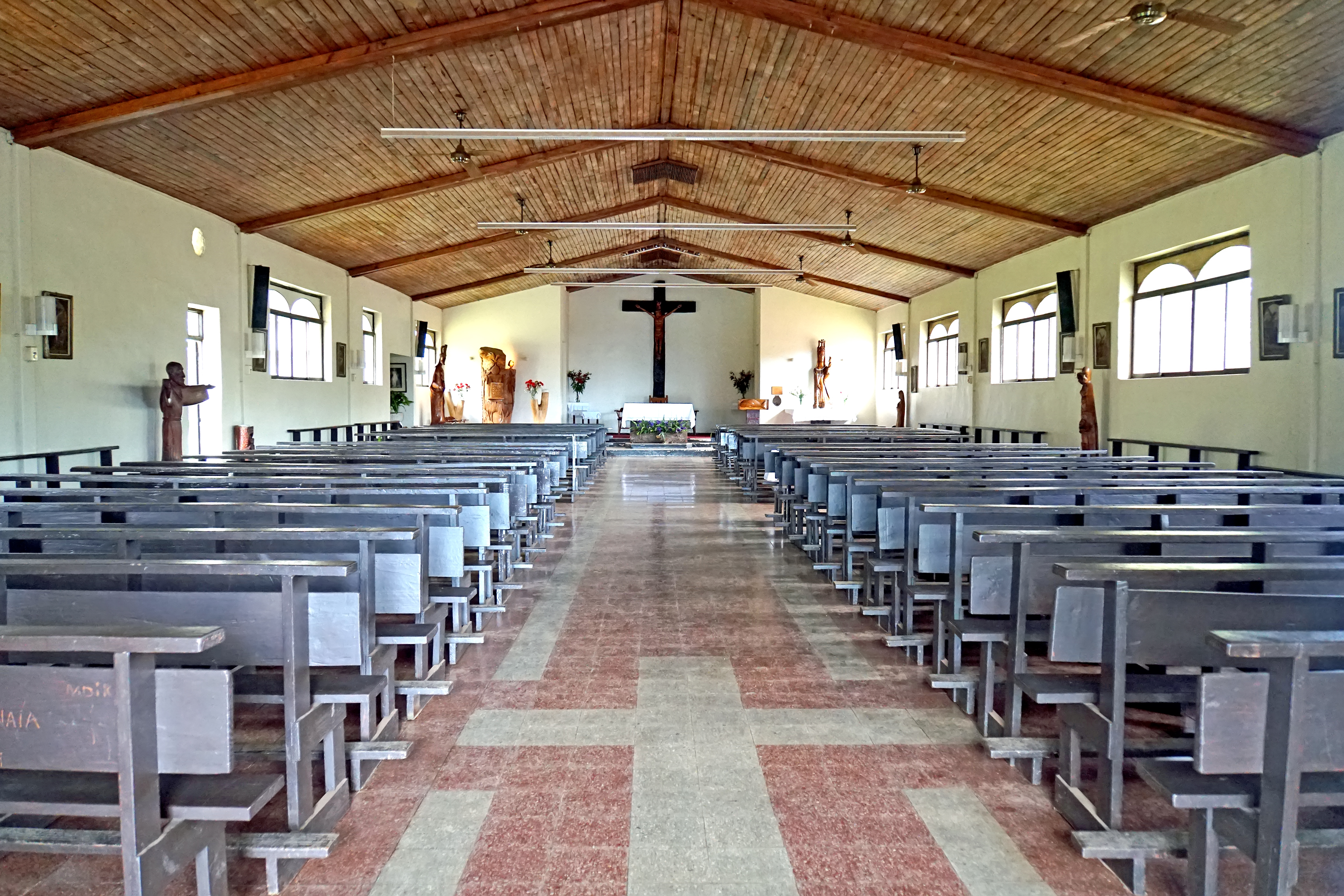
Vista del interior de la iglesia.

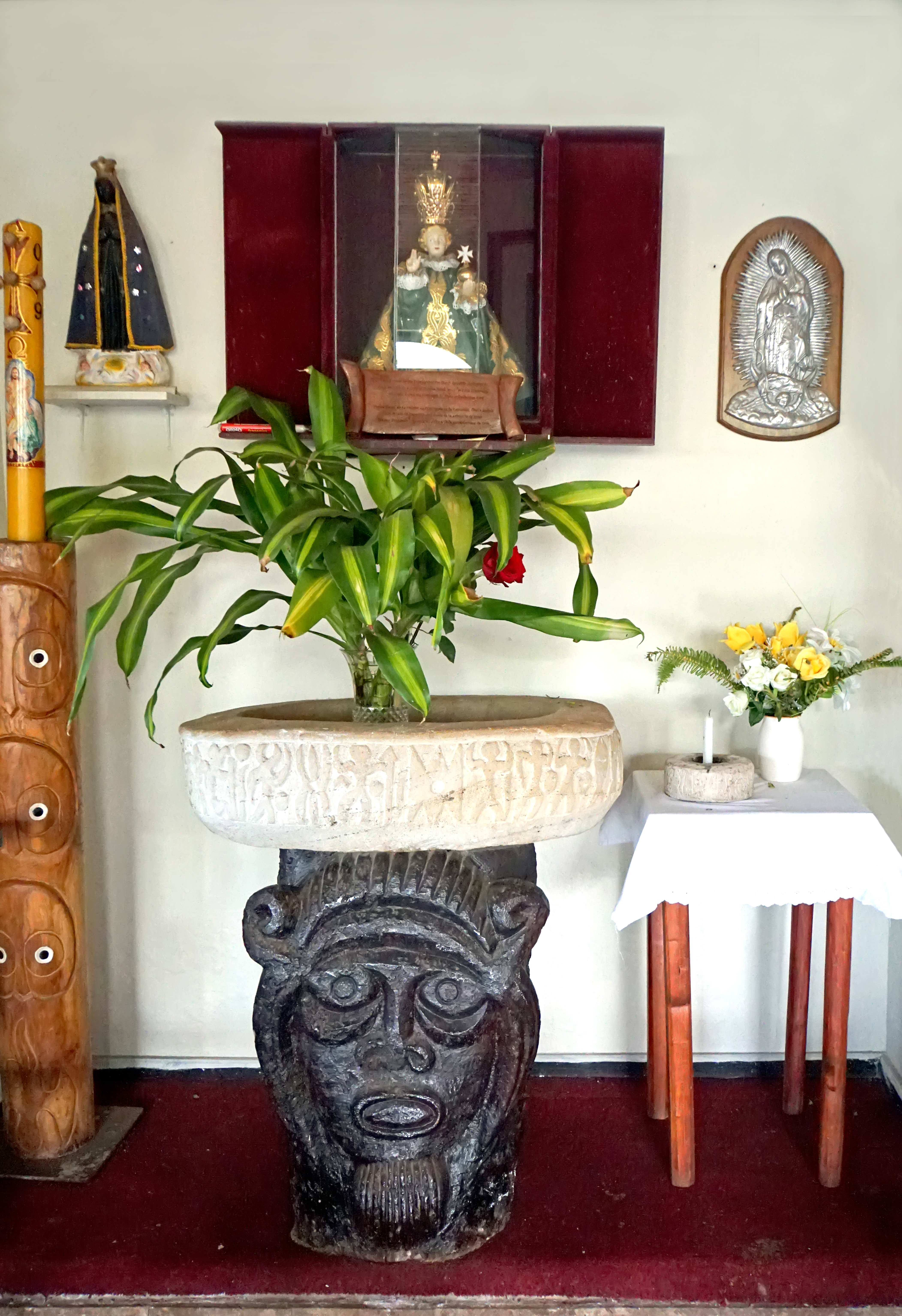
Pila bautismal

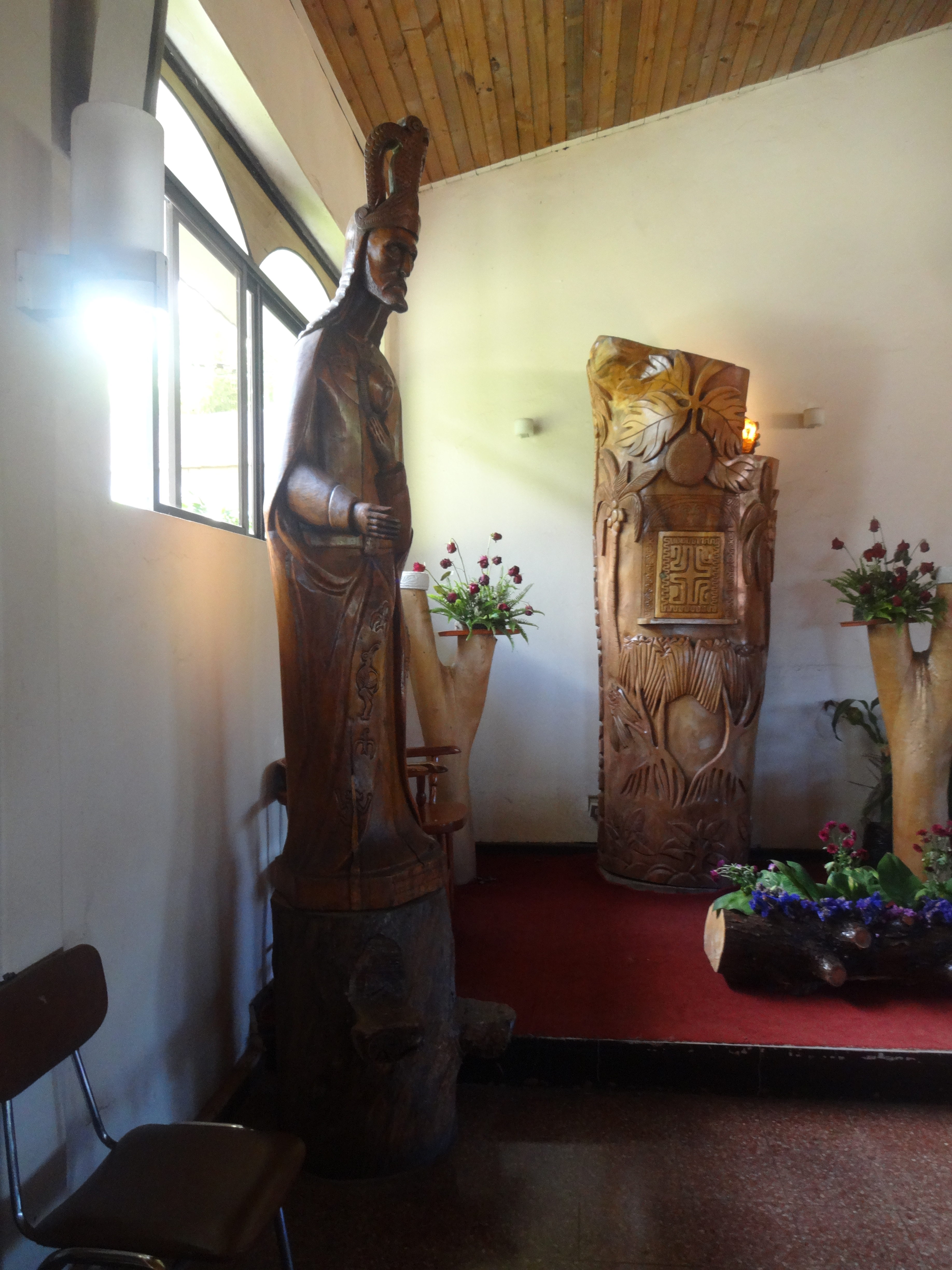
Vista del interior de la iglesia.

El edificio de la iglesia es un ejemplo de sincretismo religioso: una combinación de motivos católicos con tradiciones locales. Esto es evidente incluso en la fachada, donde una banda horizontal presenta símbolos cristianos, como las tablas con los Diez Mandamientos, las llaves del cielo y ángeles, mientras que las columnas muestran símbolos isleños: figuras de Tangata manu, peces y el manutara.
El interior de la iglesia es sencillo. Dentro, cerca de la entrada, hay esculturas que representan al Arcángel Miguel y a San Francisco de Asís.
La parte superior de la pila bautismal está decorada con símbolos de rongorongo. En el lado izquierdo de la iglesia se encuentra una escultura del Sagrado Corazón, con el rostro de Jesús que recuerda a un moai kavakava y un reimiro (una ornamentación tradicional en forma de media luna) en su pecho. Cerca de allí, hay un tabernáculo esculpido en un tronco de árbol, decorado con motivos vegetales. El crucifijo sobre el altar principal está hecho de piedra volcánica, mientras que la figura de Cristo lleva una corona hecha de conchas y huesos.
A la derecha del altar principal se encuentra la escultura de la Nuestra Señora de Rapa Nui. La figura, creada en 1970, es considerada la primera imagen cristiana realizada en la Isla de Pascua por artesanos locales. La figura de María está estilizada como un moai, con una corona de conchas coronada por la silueta de un manutara. Sus ojos están hechos de conchas con pupilas de obsidiana.
La iglesia también contiene esculturas de Santa Rosa de Lima, la Sagrada Familia y el Espíritu Santo. Las esculturas en el templo están hechas de madera y representan un intento de integrar la tradición local con el cristianismo.
La liturgia en la iglesia se celebra en español, pero los himnos se cantan en rapanui.